# Folding@home
Folding@home (tiếng Anh của "sự xoắn lại tại nhà") là một dự án tính toán phân bố để xây dựng các mô hình cấu trúc protein, một thuật toán tiêu tốn nhiều tài nguyên CPU. Dự án bắt đầu ngày 1 tháng 10 năm 2000 và hiện nay dưới sự quản lý của Greg Bowman, học trò cũ của Vijay Pande.
, ở Đại học Pennsylvania. Cùng với SETI@home, Folding@home là một trong những dự án tính toán phân bố lớn nhất trên thế giới. Mục đích của dự án này là "Tìm hiểu sự xoắn lại, hình thành các dạng Protein và các bệnh có liên quan".